# UFC 212
UFC 212：奥尔多对霍洛威（UFC 212: Aldo vs. Holloway）是终极格斗冠军赛（UFC）主办的一场综合格斗赛事，于2017年6月3日在巴西里约热内卢的HSBC体育馆举行。

## 结果
1. ↑  UFC羽量级冠军统一战